# Sokndal
Sokndal és un municipi situat al comtat de Rogaland, Noruega. Té 3.313 habitants (2016) i la seva superfície és de 294.97 km². El centre administratiu del municipi és el poble de Hauge.